# Seestück im Sturm bei Arcachon

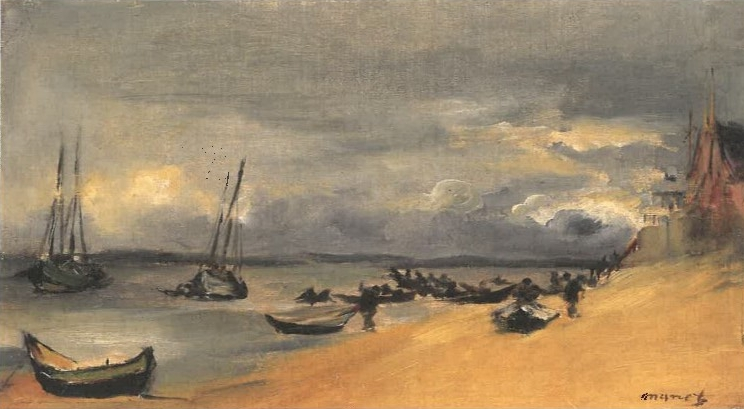
Seestück im Sturm bei Arcachon
Édouard Manet, 1871
20,6 × 36,7 cm
Öl auf Leinwand
Privatsammlung

Seestück im Sturm bei Arcachon, auch Seestück. Arcachon, Sturmwetter oder Arcachon bei Gewitter (französisch: Arcachon, temps d’orange), ist ein Gemälde des französischen Malers Édouard Manet. Es zeigt eine Meeresansicht am Strand von Arcachon. Das 20,6 × 36,7 cm große, in Öl auf Leinwand gemalte Bild befindet sich in einer Privatsammlung.

## Bildbeschreibung
Das Bild Seestück im Sturm bei Arcachon ist ein Landschaftsgemälde. Es zeigt den Blick auf die Bucht von Arcachon an einem Märztag des Jahres 1871. Im Vordergrund ist auf der rechten Seite der helle Sandstrand von Arcachon zu sehen. Die Uferlinie reicht diagonal vom unteren linken Bildrand zur Horizontlinie auf der rechten Seite. Am rechten Bildrand stehen skizzenhaft ausgeführte Gebäude. Zu erkennen sind ein Haus mit rötlicher Fassade, dunklem Dach und einem Giebel mit Fahnenmasten. Davor gibt es eine Zeichenanlage, die möglicherweise der Schifffahrt Windstärke oder Gezeitenstand signalisiert. Links daneben steht auf ockerfarbenem Fundament deutlich oberhalb des Strandes ein niedrigeres Gebäude, von dem ein rotbraune Treppe zum Meer hinunter führt. Ein breiter Absatz mit Geländer könnte hier auf eine Aussichtsterrasse deuten. 
Von links ragt das Meer in das Bild hinein. Die Wasseroberfläche weist eine farbliche Mischung aus Blau, Grau, Gelb und Weiß auf. Nicht weit vom Ufer liegen einige Segelboote mit dunklem Rumpf vor Anker. Ihre Segel sind eingeholt und nur die Masten ragen in den Himmel. Unten links in der Ecke liegt ein Ruderboot am Strand. Es ist eine regionaltypische Pinasse du bassin d’Arcachon, die besonders für das flache Küstengewässer geeignet ist. Im rechten Strandabschnitt gibt es weitere Ruderboote und eine Gruppe von schemenhaft gemalten Fischern. Sie ziehen die Boote an Land oder sichern ihre Ausrüstung.
Am Horizont ist als dunkler Streifen die gegenüberliegende Insel Île aux Oiseaux skizziert. Darüber hat Manet mit raschen Pinselstrichen einen Himmel mit blaugrauen Sturmwolken und teils leuchtend weißen und ockerfarbenen Formationen gemalt. Die Kunsthistorikerin Sandra Gianfreda merkt hierzu an: „Mit wenigen Pinselstrichen evoziert Manet die bedrohliche Atmosphäre eines bevorstehenden Gewitters“. Das Gemälde ist unten rechts signiert mit „Manet“.

## Manets Meeresbilder

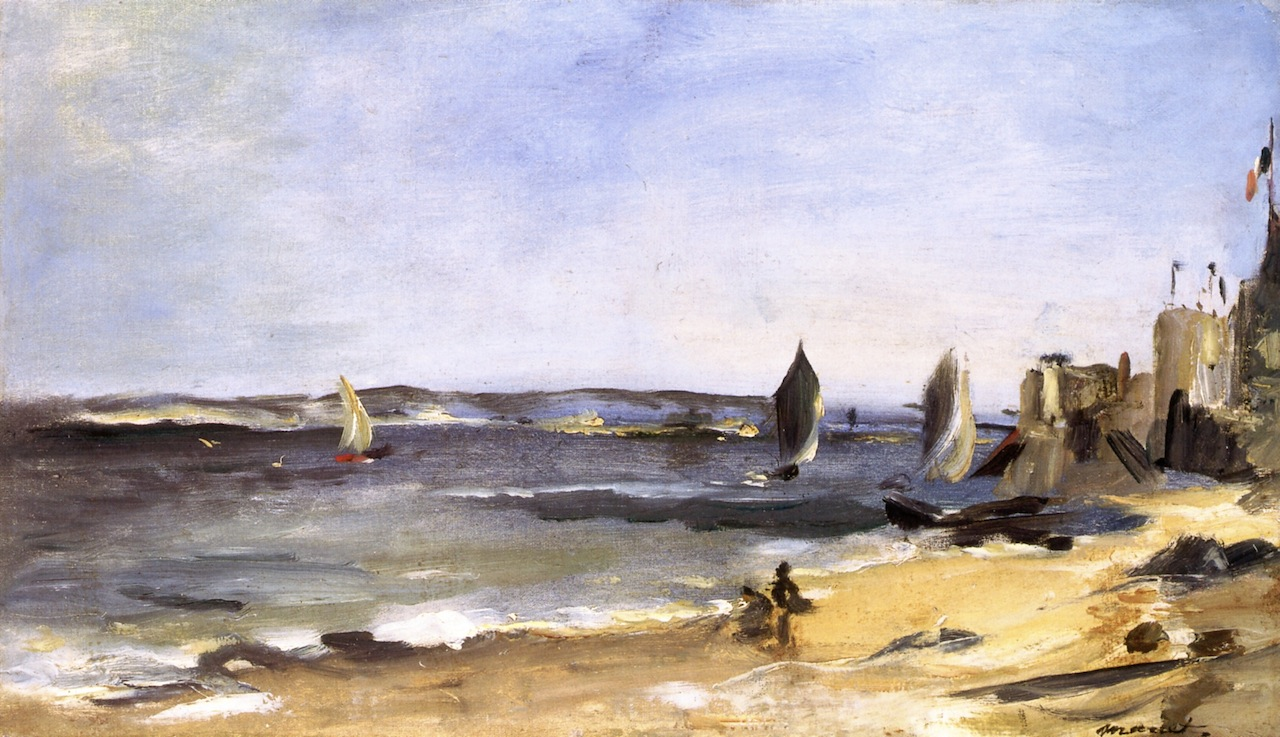
Édouard Manet: Arcachon bei schönem Wetter, 1871

Das kleinformatige Gemälde Seestück im Sturm bei Arcachon entstand im März 1871, als sich Manet mit seiner Familie in Arcachon in der Villa Servantie eingemietet hatte. Die Manets warteten in Südfrankreich das Ende des Deutsch-Französischen Krieges und der Pariser Kommune ab. Diese politisch unruhigen Zeiten könnten symbolhaft im aufgewühlten Himmel des Gemäldes Seestück im Sturm bei Arcachon gelesen werden, aber es gibt keine Hinweise darauf, dass Manet solche Gedanken verfolgt hat. Stattdessen wird das Bild Seestück im Sturm bei Arcachon in enger Verwandtschaft zum etwa gleich großen Gemälde Arcachon bei schönem Wetter (Denver Art Museum) gesehen. In beiden Meeresbildern zeigt Manet den nahezu identischen Bildausschnitt am Strand von Arcachon, mal bei blauem und mal bei bewölktem Himmel. Das gleiche Motiv bei verschiedenen Wetter- und Lichtverhältnissen zu malen, ist untypisch für Manet und nimmt sehr viel später entstandene Serienbilder des Malerkollegen Claude Monet vorweg, etwa die ab 1890 gemalten Motive mit Getreideschobern. Neuartig für Manet war zudem die Freilichtmalerei, mit der er erst im Vorjahr begonnen hatte. Die beiden Meeresansichten aus Arcachon sind direkt vor dem Motiv entstanden, entweder mit Blick von der Terrasse oder direkt am Strand. Die kleinformatigen Bilder waren leicht zu transportieren und auch der an der Küste herrschende Wind stellte bei diesen Formaten kaum ein Problem dar.
Manet hatte seit seiner Jugend ein besonderes Verhältnis zum Meer. Bevor er sein Studium der Malerei begann, versuchte er bei der Handelsschifffahrt einen Beruf zu finden. Um praktische Erfahrungen zu sammeln, fuhr er im Alter von nur 16 Jahren an Bord des Segelschiffes Havre et Guadeloupe nach Rio de Janeiro. Von dieser Reise sind zahlreiche Briefe Manets an seine Familie und an Freunde erhalten, in denen er seine Reiseeindrücke bildhaft schildert. Jahre später berichtete Manet dem Maler Charles Toché, wie er bei der 113 Tage dauernden Hin- und Rückreise an Deck des Schiffes das Meer und den Himmel beobachtet habe. Das als Jugendlicher betriebene Studium der sich ständig verändernden Lichtverhältnisse setzte Manet als Maler im Seestück im Sturm bei Arcachon und weiteren an der französischen Küste entstandenen Meeresbildern um.

## Provenienz
Der erste bekannte Besitzer des Gemäldes war nach Manet der in Paris lebende Zahnarzt Thomas W. Evans. Manet und Evans waren beide mit der Schauspielerin Méry Laurent befreundet, die möglicherweise den Kontakt zwischen den beiden Männern herstellte. Evans besaß in seiner Sammlung mehrere Werke Manets. Später gelangte das Bild nach Berlin in die Sammlung von Alfred Cassirer, der durch seinen im Kunsthandel tätigen Bruder Paul Cassirer und den Onkel Bruno Cassirer mit den Werken des französischen Impressionismus vertraut war. Alfred Cassirer starb 1932 und vererbte das Gemälde an seine Tochter Eva. Nach dem Zweiten Weltkrieg war das Bild mehrere Jahre als Dauerleihgabe im Kunstmuseum Basel zu sehen. Heute gehört es zu einer namentlich nicht bekannten Privatsammlung.